# Argyphia
Argyphia là một chi bướm đêm thuộc họ Noctuidae.